# Sychnomerus hirticornis
Sychnomerus hirticornis là một loài bọ cánh cứng trong họ Cerambycidae.